# 川上忠義
川上 忠義（かわかみ ただよし、1943年または1944年 - 2017年 <平成29年> 11月29日）は、日本の地方公務員。新潟県総務部長、同出納長、同副知事を歴任。瑞宝中綬章受章。位階は従五位。

## 人物・経歴
1966年 中央大学法学部卒業。新潟県庁入庁、1999年  (平成11年) 4月 磯部春昭の後任として総務部長、2001年4月 同職を関根洋祐と交代し平野清明の後任として出納長、2003年4月 同職を関根と交代し磯部の後任として副知事、株式会社新潟国際貿易ターミナル代表取締役社長を兼務、2006年3月 関根と総務省官僚の小熊博を後任に高橋正樹とともに副知事退任。
2017年11月29日 死去。

## 栄典
- 2015年4月 春の叙勲で地方自治功労により瑞宝中綬章を受章した[1]
- 死没日をもって従五位に叙された[2]